# 457

## Události
- 7. února - V Konstantinopoli byl jmenován thrácko-římský či dácký generál Leon I. novým císařem Východořímské říše. Jako první přijal byzantskou korunu z rukou konstantinopolského patriarchy.[1][2]

## Narození
- Svatý Medard

## Hlavy států
- Papež – Lev I. Veliký (440–461)
- Východořímská říše – Marcianus (450–457)
- Byzantská říše – Leon I. (457–474)
- Západořímská říše – Maiorianus (457–461)
- Franská říše – Merovech (448–457)
- Perská říše – Jazdkart II. (439–457) » Hormizd III. (457–459)
- Ostrogóti – Valamir (447–465/470)
- Vizigóti – Theodorich II. (453–466)
- Vandalové – Geiserich (428–477)